# Theodor Billroth
Christian Albert Theodor Billroth (n. 26 aprilie 1829 - d. 6 februarie 1894) a fost chirurg austriac (de etnie germană), unul dintre fondatorii chirurgiei abdominale. Meloman și virtuos violonist, a fost prieten cu marele compozitor Johannes Brahms.

## Biografie
Billroth a fost fiul pastorului Karl Theodor Billroth și al Christinei Nagel. Bunica sa maternă a fost cântăreața Sophie Dorothea Willich, iar unul din unchii paterni a fost Gustav Billroth, profesor de teologie.
La Greifswald studiază muzica, ca ulterior să se orienteze către medicină, pe care o studiază la Berlin și Göttingen. Printre marii săi profesori i-a avut pe:  Johannes Peter Müller, Moritz Heinrich Romberg, Johann Lukas Schönlein și Ludwig Traube.
Și-a obținut doctoratul la Berlin în 1852, dar își continuă specializarea frecventând, la Viena, cursurile celebrilor  Ferdinand von Hebra, Richard Heschl și Johann von Oppolzer.
În perioada 1853 - 1860, este asistentul medicului Bernhard von Langenbech, alături de care își extinde cunoștințele și deprinderile de chirurgie și anatomie patologică.
În 1858 se căsătorește cu Christel Michaelis, fiica medicului Edgar Michaelis. Au împreună trei fiice și un fiu.
În 1860 preia Catedra de Chirurgie Clinică la Universitatea din Zürich, iar în 1867 preia catedra de Chirurgie de la Viena.

## Activitate

### Medicină
În 1855 a scris o monografie despre polipii la colon relevând relația dintre polipii adenomici și cancerul colo-rectal.
Priorități:
- 1872: primul chirurg ce a realizat o rezecție esofagiană;
- 1874: prima laringo-ectomie;
- 1876: primul chirurg ce a realizat o excizie a cancerului rectal;
- 1881: primul care a tratat chirurgical cu succes un caz de cancer piloric și anume prin prin rezecție abdominală (îndepărtând o parte din stomac).

Două tipuri de tehnici chirurgicale abdominale îi poartă numele.
Este considerat cel mai bun chirurg german de la sfârșitul secolului al XIX-lea. Școala de chirurgie, pe care a întemeiat-o la Zürich, a format mari chirurgi ca:  Ernst von Bergmann, August Bier, Ferdinand Sauerbruch.

### Muzică
Billroth a fost și un mare meloman. Prieten cu Johannes Brahms (pe care l-a cunoscut prin anii 1860), ocazional a fost și dirijor al orchestrei Simfonice din Zürich.
Adeseori Brahms îi prezenta manuscrisele sale cu noi lucrări muzicale pentru a-i cere părerea înaintea publicării acestora. Ca semn de prețuire, marele compozitor i-a dedicat primele două cvartete de corzi, Opus 51.
Billroth a scris și un eseu intitulat Wer ist musikalisch? ("Cine este muzical?"), în care a aplicat metode științifice în critica muzicală.
Billroth a considerat muzica și medicina două științe înrudite, susținând că "Imaginația este mama ambelor".

## Citate
Billroth a fost și un bun profesor, ce a introdus metode moderne în inițierea medicală.
"Satisfacția unui medic este mică, recunoștința din partea pacienților este rară și mai rar avantajul material, dar niciunul din acestea nu îl vor împiedica pe student să-și urmeze chemarea."